# Marilia flexuosa
Marilia flexuosa är en nattsländeart som beskrevs av Georg Ulmer 1905. Marilia flexuosa ingår i släktet Marilia och familjen böjrörsnattsländor. Inga underarter finns listade i Catalogue of Life.